# Guzoczyrka rokitnikowa

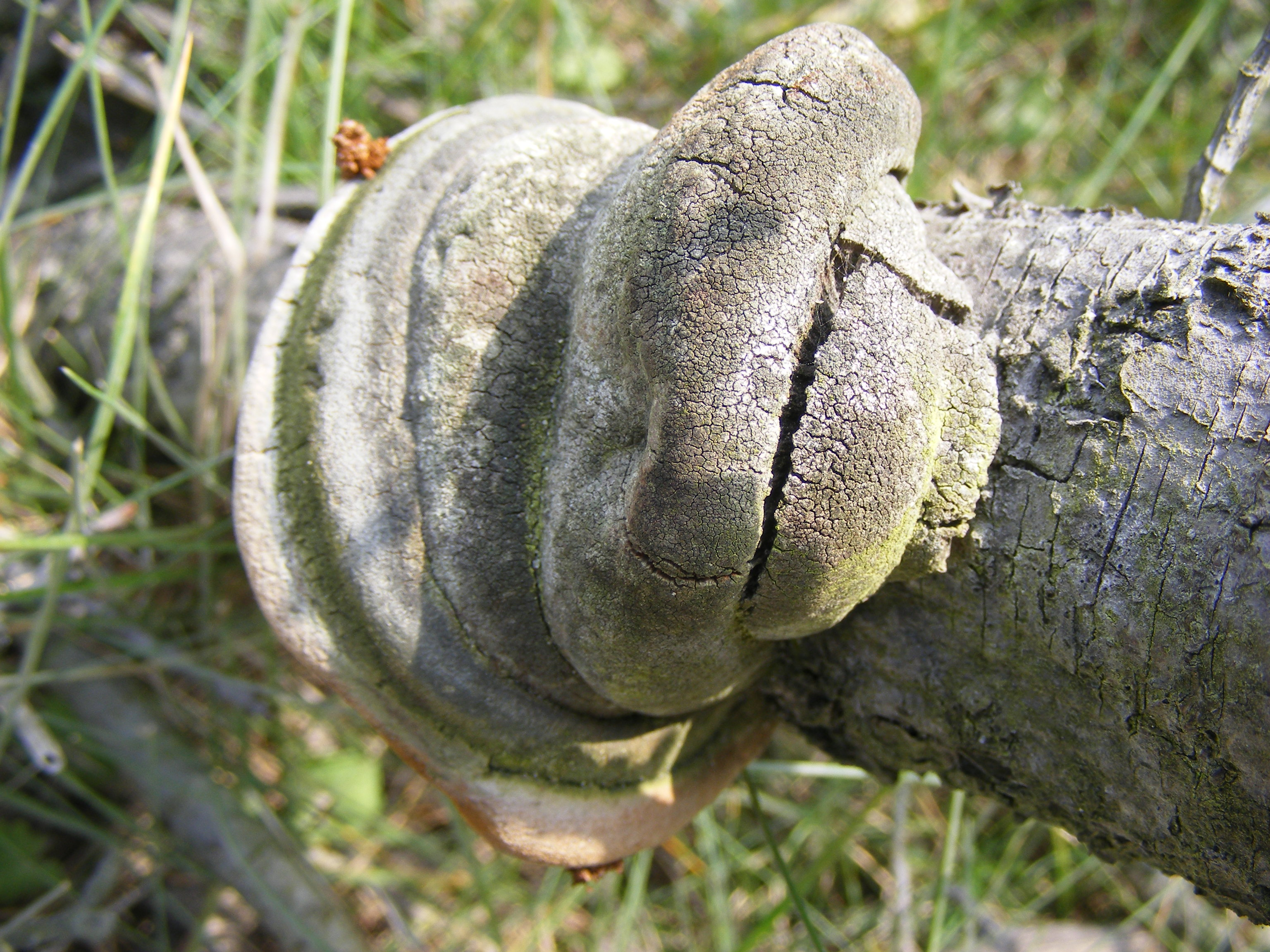
Starszy owocnik

Guzoczyrka rokitnikowa (czyreń rokitnikowy (Fomitiporia hippophaëicola (H. Jahn) Fiasson & Niemelä)) – gatunek grzybów z rodziny szczeciniakowatych (Hymenochaetaceae). Wywołuje chorobę zwaną zgorzelą pnia.

## Systematyka i nazewnictwo
Pozycja w klasyfikacji według Index Fungorum: Fomitiporia, Hymenochaetaceae, Hymenochaetales, Incertae sedis, Agaricomycetes, Agaricomycotina, Basidiomycota, Fungi.
Po raz pierwszy takson ten zdiagnozował w 1889 r. Hermann Jahn nadając mu nazwę Phellinus hippophaeicola. Obecną, uznaną przez Index Fungorum nazwę nadali mu w 1984 r. J.-L.F. Fiasson i Tuomo Niemelä, przenosząc go do rodzaju Fomitiporia.
Synonimy:
- Phellinus hippophaeicola H. Jahn 1976
- Phellinus robustus f. hippophaes Lundell & Nannf. 1937
- Phellinus robustus f. hippophaes Pilát 1942

Nazwę polską czyreń rokitnikowy nadali Barbara Gumińska i Władysław Wojewoda w 1983 r. Wówczas gatunek ten zaliczany był do rodzaju Phellinus (czyreń). Według Index Fungorum gatunek ten obecnie należy do rodzaju Fomitiporia, tak więc nazwa polska jest niespójna z aktualną nazwą naukową. Komisja ds. Polskiego Nazewnictwa Grzybów Polskiego Towarzystwa Mykologicznego zarekomendowała w 2021 r. używanie nazwy guzoczyrka rokitnikowa.

## Morfologia
Tworzy trwałe, wieloletnie owocniki o konsolowatym kształcie i szerokości 3–8 cm. Do rośliny żywicielskiej przyrastają bokiem. Powierzchnia górna jednolicie rdzawobrązowa na starość często pokryta glonami z grupy zielenic właściwych. Świeże roczne przyrosty są delikatnie aksamitne. Rurki o barwie od cynamonowobrązowej do rdzawobrązowej. Zarodniki dekstrynoidalne, okrągławo-jajowate o wymiarach 5,5–8 × 5–7 μm. Na owocnikach rozwijają się chrząszcze (Coleoptera) i larwy tworzące białawe oprzędy. Prawdopodobnie jest to Baranowskiella ehnstromi, który pasożytuje również na czyreniu muszlowym (Phellinopsis conchata) i czyreniu rozpostartym (Fomitiporia punctata).

## Występowanie i siedlisko
Opisano jego występowanie w wielu krajach Europy. Władysław Wojewoda w zestawieniu grzybów wielkoowocnikowych Polski w 2003 r. przytacza 10 stanowisk z uwagą, że prawdopodobnie nie jest zagrożony wyginięciem. Obserwacje wskazują jednak, że liczba jego stanowisk zmniejsza się. W 2013 r. podano nowe stanowisko w Gdańsku. Bardziej aktualne stanowiska podaje internetowy atlas grzybów. Zaliczony w nim jest do gatunków rzadkich i wartych objęcia ochroną. Znajduje się na czerwonych listach gatunków zagrożonych w Szwajcarii, Niemczech, Norwegii.
Pasożyt i saprotrof. W Polsce występuje na żywych pniach i gałęziach rokitnika zwyczajnego wzdłuż wybrzeża Morza Bałtyckiego. W innych krajach opisano jego występowanie także na oliwniku wąskolistnym (Elaeagnus angustifolia). Powoduje białą zgniliznę drewna.  